# 4511 Rembrandt
4511 Rembrandt este un asteroid din centura principală, descoperit pe 28 septembrie 1935, de Hendrik van Gent.